# Немного кунг-фу
«Немно́го кунг-фу́» (кит. 一招半式闖江湖, англ. Half A Loaf Of Kung Fu!, в России также известен под названиями «Кое-что из кунг-фу», «За пригоршню долларов») — комедийный боевик с восточными единоборствами и элементами пародии. Изначально картина вышла в южнокорейский кинопрокат в 1978 году, и лишь в 1980 году фильм получил релиз на больших экранах Гонконга.

## Сюжет
Чан играет неуклюжего длинноволосого акробата по имени Кон Тхоу, который хочет изучить кунг-фу. Он находит рекламу для работы в особняке в качестве телохранителя. Парень не получает эту работу, но вовлекается в середину некоторого теневого бизнеса. В особняке ему говорят не приближаться к «гостевому номеру», где находится особый посетитель. Позже Тхоу узнаёт, что в номере злая ведьма, которая не хочет, чтобы кто-то её беспокоил. Парня ловят в шпионаже за ней, но он сбегает. Затем он сталкивается с двумя мастерами кунг-фу в лесу. Он наблюдает, как один убивает другого, и, когда мастер уходит, юноша забирает тело убитого в город, чтобы получить награду. Используя деньги от вознаграждения, Тхоу пытается осуществить свои мечты и найти учителя по кунг-фу. На него нападает сумасшедшая ведьма, но появляется таинственный мастер и избивает её. Мастер оказывается нищим стариком и учит молодого человека кунг-фу. Вскоре Тхоу отправляется в путешествие с принцессой, чтобы найти нефритовое растение.

## В ролях
Примечание: поскольку язык фильма кантонский, имена персонажей даны в кантонской романизации.
| Актёр        | Роль                                             |
| ------------ | ------------------------------------------------ |
| Джеки Чан    | Кон Тхоу                                         |
| Джеймс Тянь  | Миу Тхиньсёнь                                    |
| Лун Цзюньэр  | дочь Вая Фон Лёй                                 |
| Ким Джон Нан | младшая сестра Юлуна Лау Кимпхин                 |
| Цзинь Ган    | «Двадцать обликов» Ям Ятфу                       |
| Ли Хэ Рён    | командир охранных войск Шэньчжоу Фон Вай         |
| Ма Жулун     | Лау Юлун                                         |
| Мяо Тянь     | управитель Мань Тхонкхуань                       |
| Линь Чжаосюн | ученик «Непобедимой железной ладони» Вай Тхиньин |
| Дин Сэк      | ученик «Волшебного нищего»                       |
| Джули Ли     | член клана «Пять ядов» Миу Чхёньфа               |
| Ли Вэньтай   | брат Вая «Волшебный нищий» Мао                   |
| Гао Цян      | ученик «Двадцати обликов»                        |
| Ким Са Ок    | родной сын «Двадцати обликов»                    |
| Цзян Чжипин  | «Непобедимая железная ладонь» Лёй Патфун         |
| Чхёй Юнь     | Лау Сам                                          |
| У Дэшань     | богач из уезда Фэн Чен Хипъюнь                   |
| Хэ Ган       | богач из уезда Фэн Ка Чхун                       |
| Юй Бан       | «Большой силач»                                  |
| Ли Миньлан   | ученик «Непобедимой железной ладони» Си Тхайчхун |

## Съёмочная группа
- Кинокомпания: Lo Wei Motion Picture Co.
- Продюсер: Ло Вэй
- Режиссёр: Чэнь Чжихуа
- Режиссёрская группа: Чэнь Чжихуа, Джеки Чан, Чэнь Жулян, Ма Тайшэн
- Сценарий: Джеки Чан, Тан Минчжи
- Композитор: Фрэнки Чань[англ.]
- Оператор: Чэнь Цинцюй
- Монтаж: Винсент Лён

## Технические данные
- Язык: кантонский
- Продолжительность: 94 мин
- Изображение: цветной
- Плёнка: 35 мм
- Формат: 2,35:1
- Звук: моно

## Создание фильма
В 1978 году Джеки Чан работал в компании кинорежиссёра Ло Вэя. На тот момент компания уже выпустила несколько боевиков с восточными единоборствами, все они в итоге провалились в прокате. В какой-то момент Ло Вэй разрешил Джеки Чану снять комедию и дал ему полную творческую свободу.
Джеки Чан написал сценарий фильма. Ему хотелось придумать что-нибудь новое, в результате получился сценарий, пародирующий все мыслимые штампы боевика с восточными единоборствами тех времен. Например, в одной из сцен главный герой использовал в качестве оружия парик, который он снял с головы злодея, и стал вращать им в воздухе и наносить удары своему противнику так, словно это знаменитые нунчаки Брюса Ли. Джеки Чан также исполнял обязанности постановщика боев и трюковых сцен.
Съемки фильма проходили в веселой обстановке и всем участниками съемочной группы было интересно узнать, как на фильм отреагирует публика. Однако, когда Ло Вэй просмотрел готовый фильм, он (по словам Вилли Чана — менеджера Джеки Чана) просто позеленел от ярости. Ло Вэй обругал фильм и отправил его на полку.
Вскоре после этого, Ло Вэй начал съемки фильма «Великолепные телохранители» с Джеки Чаном в одной из главных ролей. Их отношения на тот момент, из-за фильма «Немного кунг-фу», так сильно испортились, что режиссёр даже не разговаривал со своим актером, а все поручения он передавал через других участников съемочной группы.

## Выход фильма
- Фильм был снят в 1978 году, но в прокат он вышел только 1 июля 1980 года. Джеки Чан к тому моменту уже стал популярной звездой в гонконгском кинематографе и работал на кинокомпанию «Golden Harvest». Ло Вэй всё-таки решил выпустить фильм в прокат, надеясь что фильм за счет громкого имени Джеки Чана, поправит финансовое положение его кинокомпании. В итоге сборы составляли 1 млн гонконгских долларов за первые два месяца проката.
- 6 августа 1983 года фильм выходит в Японии.
- В 1985 году фильм выходит в США.
- 14 мая 1986 года фильм выходит во Франции.
- В январе 1989 года состоялась премьера фильма на домашнем видео в Германии.
- 19 мая 2008 года состоялась премьера фильма на DVD в Греции.
- 16 мая 2011 года состоялась премьера на DVD в Чехии.

## Комментарии
1. ↑  Перевод телеканала ТВ6.
2. ↑  Перевод телеканала ДТВ.